# Otto Wilkens

Otto Wilkens

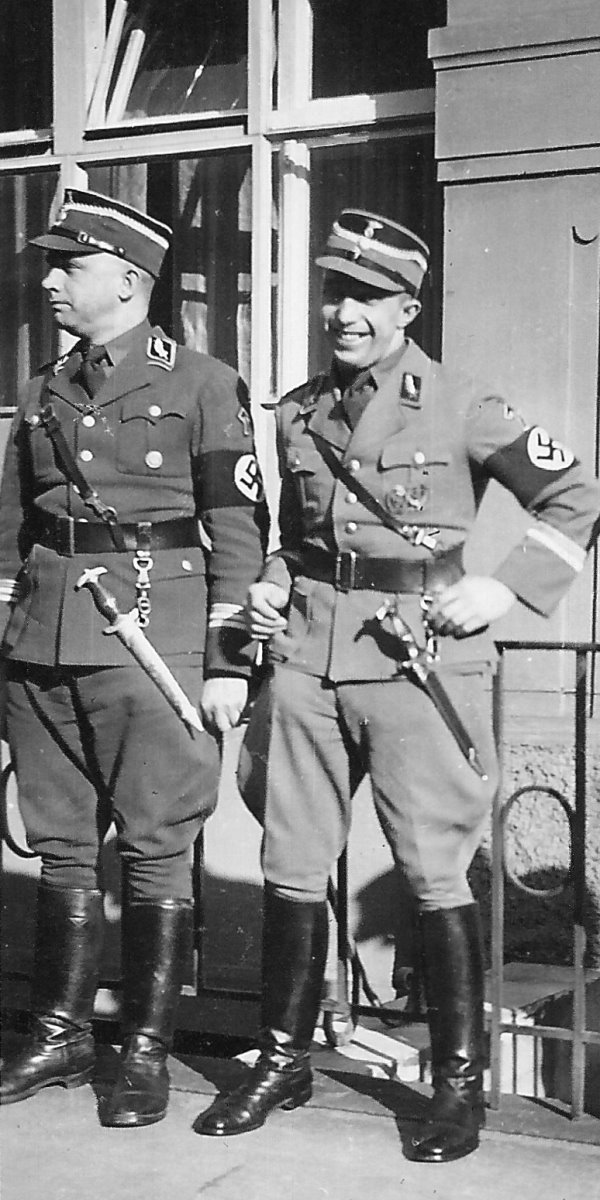
Oluf Christensen und Otto Wilkens 1937 in München

Otto Wilkens (* 22. Oktober 1907 in Stelle; † 25. Mai 1999 in Lüneburg) war ein deutscher Politiker (NSDAP) und SA-Führer.

## Leben und Wirken
Nach dem Besuch der Volksschule und der staatlichen Fortbildungsschule verdiente Otto Wilkens seinen Lebensunterhalt als Bankangestellter.
Im November 1928 begann Wilkens sich in der NSDAP (Mitgliedsnummer 103.938) als SA-Führer zu engagieren. Am 15. November 1933 wurde er Führer der SA-Standarte 428. Zur selben Zeit wurde er zum Bevollmächtigten der SA-Führer beim Landratsamt ernannt. Am 1. November 1933 übernahm Wilkens das Amt des 1. Senators für Winsen.
Am 1. April 1935 folgte Wilkens Ernennung zum Führer der SA-Standarte 77 in Celle, wo er auch die Aufgaben eines Stadtrates wahrnahm. Am 15. Mai 1937 wurde er mit der Führung der SA-Brigade 57 in Göttingen betraut. In der SA erreichte er den Rang eines Brigadeführers.
Wilkens wurde 1933 Mitglied des Preußischen Landtages. Vom 12. November 1933 bis zum Ende der NS-Herrschaft im Frühjahr 1945 saß Wilkens zudem als Abgeordneter der NSDAP im nationalsozialistischen Reichstag, in dem er den Wahlkreis 15 (Osthannover) vertrat und ab dem 10. April 1938 den Wahlkreis 16 (Südhannover-Braunschweig).
Am 30. Januar 1938 wurde er von Hitler mit dem Goldenen Ehrenzeichen der NSDAP ausgezeichnet. Ab 1939 nahm Wilkens als Soldat am Zweiten Weltkrieg teil.